# Хамид Исљами
Хамид Исљами (1. мај 1959, Рапча — 2. април 2013, Крушевац) био је српски књижевник горанског порекла.
Писао је на локалном горанском говору, као и на српском језику, поезију, прозу и драме. Био је члан Књижевног друштва Косова и Метохије. 
Радио је као директор у основној школи у Рапчи.

## Дела

### Збирке песама
- Почивалиште, 1990,
- Међу нас и во нас, 1993,
- Девојка на коњу, 1995,
- Писма из Горе, 1997,
- Огледало от камен, 1997,
- Нибет Гори, 1997,
- Абдес душе, 2000.

### Приче
- Долапче

### Драма
- Јусуф и Џемиља

### Бајка
- Небо